# Chronica dominorum Ecelini et Alberici fratrum de Romano
La Chronica dominorum Ecelini et Alberici fratrum de Romano è una cronaca civica medievale della Marca trevigiana, che copre il periodo dal 1183 al 1237. 
Suo autore fu Gerardo Maurisio, di una facoltosa famiglia della nobiltà ghibellina di Vicenza, vissuto in quegli stessi anni, e quindi testimone diretto delle vicende narrate.

## Genesi e natura dell'opera
L'occasione per la scrittura fu uno smacco subito dall'autore nel 1236, in occasione della conquista di Vicenza da parte di Federico II di Svevia: malgrado la fedeltà che poteva vantare nei confronti dell'imperatore, il saccheggio delle soldataglie tedesche assoldate nell'esercito imperiale, subito dopo la presa della città, ebbe tra le sue vittime anche lui. Maurisio fu malmenato e privato di tutti i beni, riuscendo a recuperare a fatica i soli libri. 
Caduto così in disgrazia, e sperando nel beneficio di un'azione riparatoria, Maurisio cercò di ingraziarsi la stirpe degli Ezzelini: si dedicò pertanto alla scrittura della sua Chronica dominorum Ecelini et Alberici fratrum de Romano, contenente la narrazione di oltre mezzo secolo di vicende della sua città, in una singolare duplice veste letteraria, parte in prosa e parte in versi.

## Valore storico e documentario
Dal punto di vista dell'equilibrio dei contenuti, la Chronica si rivela fortemente incline in favore della famiglia degli Ezzelini: è la conseguenza prevedibile dell'intento programmatico da lui perseguito, l'eulogia sulla stirpe attraverso l'esaltazione delle gesta dei tre protagonisti, Ezzelino II, Ezzelino III e Alberico da Romano (alla moglie di quest'ultimo è anche dedicata l'opera).
Nonostante la parzialità, l'opera è importante da un punto di vista storiografico, come testimonianza autoptica di oltre un cinquantennio della storia di Vicenza (1183-1237) e della Marca trevigiana, a cavallo tra XII e XIII secolo.

## Edizioni e traduzioni
La Chronica del Maurisio, che ha conosciuto un lungo periodo di oblio, è tramandata solo da pochissimi manoscritti, il più antico dei quali è il Codex Vaticanus Latinus 4941, risalente alla fine del XIV secolo, conservato presso la Biblioteca apostolica vaticana.
La prima edizione a stampa è quella veneziana del 1636 di Felice Osio, che inserì il documento tra le cronache ezzeliniane che corredavano l'editio princeps delle opere di Albertino Mussato. 
Maurisio conobbe tre ristampe settecentesche a opera di Gottfried Wilhelm von Leibniz (Scriptores rerum Brunsvicensium, II, Hannoverae, 1710), Johann Georg Graeve (Thesaurus antiquitatum et historiarum Italiae, VI, 1, Lugduni Batavorum, 1722) e Ludovico Antonio Muratori (Rerum Italicarum Scriptores, VIII, Mediolani, 1726). 
L'edizione successiva appartiene al Novecento: curata da Giovanni Soranzo, fu inserita in Rerum Italicarum Scriptores, 2ª edizione, VIII, 4, 1913-1914.
Ne esiste una sola traduzione integrale in italiano, a cura di Flavio Fiorese,  Cronaca ezzeliniana: anni 1183-1237, edita per Neri Pozza Editore nel 1986.